# Aepyornithomimus
Aepyornithomimus tugrikinensis
Genre
Espèce
Aepyornithomimus  est un genre éteint de dinosaures théropodes de la famille des Ornithomimidae ayant vécu en Mongolie où il a été découvert dans la formation de Djadokhta datée du Campanien (Crétacé supérieur).
Des restes fossiles très partiels, limités à un astragale, un calcanéum, des métatarses et un pied complet, appartenant à un même spécimen, ont permis à Tsogtbaatar Chinzorig (d) et son équipe de décrire en 2017 une nouvelle et unique espèce, Aepyornithomimus tugrikinensis.

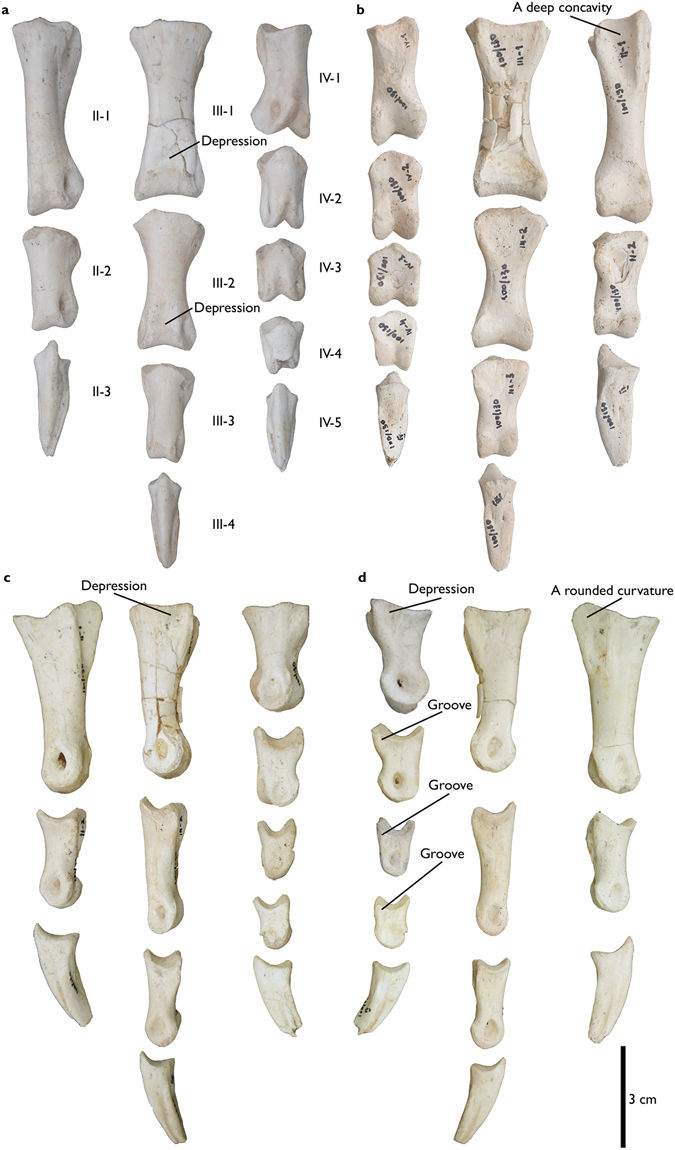
Os des phalanges.